# Karlštejn
Karlštejn (češ. Karlštejn) gotički je dvorac, koji je sagradio Karlo IV. u 14. stoljeću. Dvorac je služio za čuvanje krune, relikvija i drugih vrijednosti vladarske obitelji. Nalazi se 20 km jugozapadno od Praga, u gradiću Karlštejn, i jedan je od najpoznatijih te najposjećenijih dvoraca u Češkoj.

## Povijest
Dvorac je izgrađen 1348., a Karlo IV. je osobno nadgledao radove i dekoraciju unutrašnjosti. Radovi su završeni nekih 20 godina kasnije, kada je riznica posvećena 1365. (Kapela Sv. Križa koja je smještena u Velikoj kuli). Za vrijeme Husitskih ratova Češka kruna prenesena je u taj dvorac, gdje je čuvana gotovo dva stoljeća.
Dvorac je imao nekoliko rekonstrukcija: u kasnom gotičkom stilu poslije 1480., u renesansnom stilu u zadnjoj četvrtini 16. stoljeća i rekonstrukciju u neo-gotičkom stilu između 1887. i 1889. kada je dvorac dobio današnji izgled.
Potpuno je unikatna originalna dekoracija zidnim slikama koja datira iz 14. stoljeća, kolekcija 129 slika na drvenim pločicama iz Kapele Sv. Križa, najveća galerija portreta čeških vladara, te izložena kopija krune Sv. Vaclava - krunidbene krune čeških kraljeva.

## Vanjske poveznice
- Službena stranica (češ.) (engl.)
- Stranica dvorca s mnoštvom slika (češ.)